# Авраамий Български
Авраамий Български (или Аврам от България; починал 1 април 1229) е мюсюлманин, приел християнската вяра, по-късно признат за мъченик и светец от Руската православна църква.
Живее предимно във Волжка България (днешен Татарстан, Русия) в края на 12-и и началото на 13 век. По професия е търговец. По народност е волжки прабългарин.
Пътува до източните руски градове, където се покръства. Това става в град Владимир, където живее известно време.
По-късно се връща в Болгар – столицата на Волжка България, и започва активно да проповядва Христовата вяра сред сънародниците си. Заради това е арестуван и убит от своите сънародници около 1229 г.
Мощите му се пазят в град Владимир. Той се почита на 6 март, а пренасянето на мощите му се чества на 1 април. Руската православна църква го канонизира като светец.
Българската православна църква го почита на 1 април.